# 하인리히 불링거

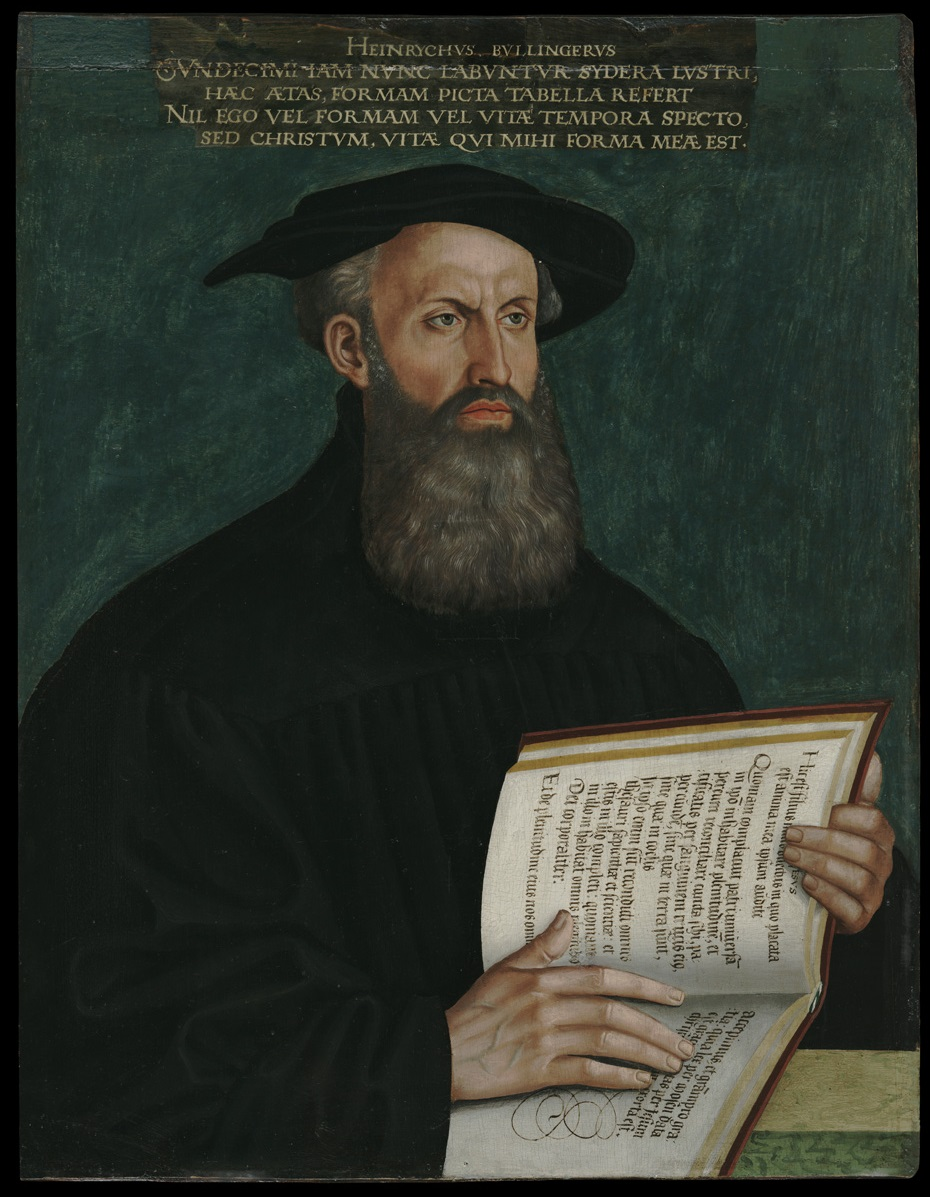
하인리히 불링거 (1550년 한스 아스페르)

하인리히 불링거(독일어: Heinrich Bullinger)는 스위스의 종교개혁가이며 목사이다. 울리히 츠빙글리의 후계자로서 44년간 스위스 취리히 개혁교회 의장(Antistes)을 역임하며 종교개혁에 주도적인 역할을 하였다. 1504년 7월 18일 스위스 아르가우(Aargau)의 브렘가르텐(Bremgarten)에서 태어나 1575년 9월 17일 취리히에서 사망했다.

## 생애와 활동
19세기 중반 이후 본격화된 새로운 연구들은 16세기 종교개혁을 대표하는 루터, 츠빙글리 그리고 칼뱅 이외에, 불링거를 포함한 여러 종교개혁자들(부처, 멜란히톤, 오이콜람파디우스, 베즈, 페어미글 등)에 대한 탐구를 통하여 종교개혁사의 지평을 더욱 풍성하게 만들고 있다. 기존 연구들이 기둥 같은 세 개혁자 각각에 대한 인물 줌심적인 논의나 혹은 이들의 활동지인 비텐베르크와 취리히 그리고 제네바 등에 대한 지역 중심적 논의에 주안점을 두었다면 새로운 연구들은 이런 개별적 논의를 넘어서서 전 유럽을 아우르는 시야를 가지고서, 인물들, 지역들, 신학적 입장들의 상호관련성에 주목하면서 종교개혁을 더욱 전체적이고, 균형 잡힌 관점으로 볼 수 있도록 한다. 
오래 동안 ‘하인리히 불링거’라는 이름은 개신교 안에서 스위스 개혁교회의 전통을 형성한 츠빙글리와 제네바의 칼뱅의 그늘 아래 제대로 주목 받지 못했다. 불링거는 개혁교회의 초기 지도자들 중 한 사람으로서, 교회정치적으로 당대 가장 큰 영향력을 발휘한 인물이었으며, 그의 많은 신학적인 저술들이 17세기까지 유럽 전역에서 출판되었고, 또한 그에 의해 작성된 스위스 제2신조(Confessio Helvetica Posterior)는 오늘날까지 하나의 중요한 개혁교회 신앙고백으로 간주되고 있다. 그럼에도 불구하고 최근까지 그는 사람들의 기억 속에서 크게 주목받지 못하였다. 쯔빙글리 사후 가장 어려운 시기에 취리히 교회의 의장(Antistes)으로 선출되어 전임자가 이루고자 했던 종교개혁을 완성하고, 개혁교회 공동체를 스위스 국경을 넘어 전 유럽에 소개하고 각인시킨 불링거에 대한 지식 없이 1530년대 이후의 종교개혁의 전개를 전체적으로 이해하는 것은 매우 미흡한 일이 될 것이다. 이와 관련하여 1975년 이래로 시행되고 있는 불링거 연구는 대표적으로 쯔빙글리 죽음 이후 취리히에서 시작된 개혁교회 종교개혁이 어떻게 완성되었으며, 그리고 이 목적을 위해서 다른 종교개혁자들이나 지역(교회)들과 신학적이고 교회정치적으로 어떤 교류가 이루어졌으며, 어떤 영향을 서로 주고 받았는지, 더욱이 그로 인하여 어떤 결과들이 발생되었는가에 대해서 확인시켜주고 있다. 
쯔빙글리가 전 스위스에 영향을 준 이른바 개혁파 종교개혁(die reformierte Reformation)의 효시라고 하면, 그의 후계자인 하인리히 불링거(Heinrich Bullinger)는 취리히에서 그 종교개혁을 완성하고, 동시에 스위스와 유럽 전역에 그 종교개혁의 내용을 확대시킨 인물이라고 할 수 있다. 그가 종교개혁의 건축가이자 혁신가였다는 것을 누구도 의심하지 않는다. 불링거의 종교개혁의 내용과 신학적 입장이 쯔빙글리의 신학적 사상의 토대 위에 기본적으로 서 있다는 부인할 수 없지만 그의 전체적인 신학적 사고는 츠빙글리를 넘어서고 있다. 즉 불링거는 한편으로 츠빙글리의 신학을 존중하면서도, 다른 한편으로 그 자신만의 고유한 신학을 추구하였다. 이러한 전제 아래서 종교개혁 2세대인 불링거는 취리히 교회의 의장(Antistes)으로 칼뱅과 함께 스위스를 넘어 전 유럽에 주도적인 영향력을 끼친 개혁교회의 신학자이자 고난 받는 자들의 위로자로 불렸다.
1. 불링거의 생애와 사역
1) 어린시절과 학문의 시간
불링거는1504년 7월 18일 취리히 서쪽으로부터 40여리 정도 떨어진 오늘날 칸톤 아르가우(Kanton Aargau)에 속한 작은 도시 브렘가르텐(Bremgarten)에서 태어났다. 그는 1509년 3월 12일에 자신의 고향에 있는 초등 라틴어 학교에 처음 입학하였고, 이후 니더하인의 에머리히(Emmerich am Niederrhein)에 있는 성 마르틴(St. Martin) 라틴어 학교에서 상급과정을 마쳤다. 이 학교에서는 인문주의 영향 아래서 라틴어 수업 이외에 교부들과 희랍 고전 교육이 행해졌다. 이곳에서 불링거는 기독교 공동체 생활에 대해서 많은 감명을 받았는데, 이 때문에 공부를 마친 이후 카르투시오 수도회에 입단하는 것을 진지하게 고민하기도 하였다. 이러한 관심 아래서 불링거는 그 수도회가 위치해 있을 뿐만 아니라, 또한 당시 '독일의 로마'로 경제적, 정치적, 사상적 그리고 종교적 중심지였던 쾰른에서 공부하는 것을 희망하였다. 1519년 9월 12일에 불링거는 독일어권 지역의 명문 학교인 쾰른 대학교의 문예학부(Artes liberales)에 입학하였다. 그는 이곳에서 신학을 전공하지 않았지만, 중세 로마 카톨릭 신학의 기초를 이룬 철학 사상을 공부하였다: 토마스 아퀴나스와 오컴의 신학과 관련된 것이었다. 동시에 불링거는 두 스승 마티아스 프리세미우스(Mattias Frissemius)와 아놀드 폰할더렌(Arnold von Halderen)을 통해서 인문주의를 사상을 직접적으로 소개받으면서, 당시 유명한 인문주의자였던 루돌프 아그리콜라(Rudolf Agricola)와 데지데리우스 에라스무스 폰 로테르담(Desiderius Esrasmus von Rotterdam)의 사상을 접할 수 있었다. 이러한 일련의 과정을 통해서 불링거는 교회개혁에 대한 새로운 인식을 가지게 되었고, 이후 당연히 그의 관심사는 종교개혁과 마틴 루터에게로 뻗어갔다. 불링거는 루터의 글들을 읽으면서 교황 중심의 로마 카톨릭 교회의 신학적 입장이 옳은가에 대한 진지한 의문을 갖게 되었다. 그는 자신의 고민을 해결하기 위해 교부들의 입장이 어떠했는가를 확인하였는데, 이때 크리소스토무스(Chrysostomus), 암브로시우스(Ambrosius), 오리게네스(Origenes), 아우구스티누스(Augustinus) 등의 글들을 집중적으로 연구하였다. 불링거는 학교를 졸업하기 직전 1521년에 출판된 필립 멜란히톤(Philip Melanchthon)의 《Loci commnunes》 역시 읽을 수 있는 기회를 가졌다. 불링거는 신학을 전공하지는 않았지만, 이러한 신앙적 개종을 통해서 종교개혁적인 신학사상을 자연스럽게 수용할 수 있었다. 결과적으로 불링거는 로마 카톨릭 교회의 신학적 입장을 거부할 수 있는 신학적인 정당성을 갖게 되었을 뿐만 아니라, 또한 이를 통해서 수도사가 되겠다는 계획 역시 철회하였다. 1522년 초에 쾰른 대학교에서 석사학위를 받은 불링거는 종교개혁적인 인문주의자로 고향인 브렘가르텐에 돌아왔다.
2) 종교개혁자로서의 첫 걸음
1523년 1월 초에 브렘가르텐의 교구인 아비스의 카펠(Kappel am Albis)에 위치한 시토회(Zisterzienser) 수도원의 원장인 볼프강 요너(Wolfgang Joner)가 불링거에게 수도원 교사직을 제안하였다. 요너는 인문주의 영향을 받은 인물로 수도원의 새로운 변화를 희망하고 있었는데, 이때 마침 불링거가 쾰른으로부터 돌아온 것이다. 불링거는 자신의 종교적 신념에 따라 수도원의 미사와 성가기도회에 참석하지 않는다는 조건 아래서 교사직을 수락하였다. 카펠의 수도원 교사로서 불링거는 다양한 고전들의 규칙적인 강독과 함께 인문주의 교육방식에 따라 수업을 진행하였다. 이 기간 동안 불링거는 개인적으로 종교개혁자들의 다양한 신학서적들을 스스로 정독하면서 자신의 신학적 입장을 체계화시켰는데, 에라스무스, 루터와 멜란히톤의 저술들을 집중적으로 연구하였다. 불링거는 츠빙글리와 만남 이전인 1523년 여름에 종교개혁 이후 첫 독일어로 기록된 복음적 신앙교리서인《Auslegung und Begruendung der Schlussreden》을 접하였다. 같은 해 말에 불링거는 처음 츠빙글리를 만난 이래로, 카펠 전쟁에서 그가 죽기 전까지 깊은 관계를 유지하였다. 둘은 서로에 대해 강한 인상을 받았을 뿐만 아니라, 또한 사상적으로도 폭넓은 공감대를 형성하였다. 1523년 1월 29일에 「첫 개혁교회 설립을 위한 회합」으로 간주될 수 있는 첫 취리히 논쟁(die erste Zurcher Disputation)이 열렸다. 츠빙글리와 다른 동료 목사들, 시장, 상∙하 위원회의 위원들 그리고 로마 카톨릭 주교의 사절들을 포함하여 600여명이 참석한 이 회의를 통해서 취리히는 스위스 첫 종교개혁 도시로 정치이고 공적인 승인 아래서 합법화되었다. 이 여파는 당시 교회와 사회에 직접적인 많은 변화를 가져왔고, 취리히 주변과 스위스 전역에까지 큰 영향을 미쳤다. 당연히 불링거가 사역하고 있는 카펠 수도원 역시도 큰 개혁을 갖게 하였다. 이러한 변화의 시간 속에서 불링거는 츠빙글리의 추천으로 취리히 종교개혁과 함께 발생한 재세례파와 관련된 신앙적인 논쟁들에 대해 직접적으로 관여하게 되었을 뿐만 아니라, 또한 요너의 권유로 얻어진 5개월 간의 휴가를 통해 취리히에서 츠빙글리와 레오 윳(Leo Jud)의 설교들과 강의들을 청강하고 히브리어와 그리스어를 공부하는 기회도 갖게 되었다. 취리히에 체류하는 동안 불링거는 츠빙글리와 윳 외에 다른 많은 명사들과 친분을 가질 수 있었다. 더욱이 쯔빙글리의 추천으로 1528년 1월에는 열린 베른 논쟁(die Berner Disputation)의 참석을 통해서 마틴 부처(Martin Bucer), 베르톨트 할러(Berchtold Haller), 기욤 파렐(Guillaume Farel) 같은 명성 있는 개혁자들을 사귈 수 있는 기회를 가졌다. 이미 잘 알려진 대로 불링거는 이들과 평생 동안 우정을 나누었다. 이러한 종교개혁적 관심사 속에서 불링거는 1528년 4월에 취리히 총회의 강요와 요너의 후원 속에서 개혁교회의 설교자로 선서하였고, 알비스에 속한 하우젠(Hausen am Albis) 마을에서 그의 첫 목회사역을 시작하였다. 일년 후인 1529년 8월 5일에 불링거는 수녀였던 안나 아들리슈빌러(Anna Adlischwyler)와 결혼하였다. 그들 사이에서 모두 열한 명의 자녀들이 태어났다. 처음 18세부터 시작된 6년 반 동안의 수도원 교사 시절은 불링거의 인생에 있어서 종교개혁자로서 첫 걸음을 내딛는 중요한 시간이었다. 이 기간에 불링거는 신약의 거의 모든 주석서들을 포함한 27권의 책들을 집필하는 열심을 보이기도 하였다. 이때 이미 불링거는 츠빙글리의 종교개혁 유산을 이를 수 있는 준비된 종교개혁자로서의 면모를 갖추고 있었다.
3) 취리히 교회의 의장(Antistes)으로서의 삶
1531년 10월 12일 2차 카펠 전쟁에서 로마 카톨릭 교회 지역의 연합군에게 취리히 군대가 패하였을 때, 브렘가르텐 지역은 다시 옛 종교로 전환되었다. 이 때문에 불링거는 그 지역의 교회를 섬기던 다른 목사들과 함께 은밀하게 취리히로 도망쳐야 했다. 그리고 1531년 12월 9일에 불링거 인생에 있어서 가장 결정적인 사건이 발생하였다. 츠빙글리가 카펠 전투에서 전사한 지 두 달 후에 불링거는 츠빙글리의 후계자로 27세 나이에 취리히 상∙하 위원회의 결정을 통해서 많은 현실적인 어려움을 가진 취리히 교회의 의장(Antistes)으로 선출된 것이다. 1531년 11월에 취리히로 온 이후 베른(Bern), 바젤(Basel) 그리고 아펜젤(Appenzell)로부터 사역청빙이 있었지만, 불링거는 츠빙글리의 동역자로서 취리히에 깊은 의무감을 가졌다. 27세의 취리히 교회의 의장은 무엇보다도 종교개혁의 지속성을 통한 교회의 새로운 재편과 사회적 안정에 관심을 두어야 했다. 제2차 카펠 전쟁 이후 교황주의 교회를 지지하는 다섯 삼림주들과 패배한 취리히 사이의 계약인 마일렌 협정들 (Meilener Vorkommnisses)에 의하여, 취리히 교회의 목사들이 정부를 향하여 권리를 행사하는 세속적인 용무들이 전면적으로 금지되었지만, 이미 츠빙글리에 의해 추구되어 왔던 교회와 정부의 협력 속에서 진행된 종교개혁의 근본 구조가 완전히 바뀌지는 않았다. 여러 어려운 상황들이 전개되었음에도 불구하고 정치인들이나 시민들 역시 교회와 사회의 개혁에 대한 요구는 전쟁의 패배와 상관 없이 요구되었다. 더욱이 전쟁 이후 위기에 처한 교회를 정부의 도움 없이 회복시킬 수 없었기 때문에, 불링거 역시 교회와 정부 사이의 협력을 지속적으로 유지하기 위해 노력해야 했다. 종교개혁의 지속성과 그것을 통한 교회와 사회의 변혁을 위해서 불링거는 두 기관의 관계를 신학적이고 제도적으로 합법화 시켜나간 것이다. 하지만 불링거에 의해 이해된 교회와 정부의 협력 사역은 쯔빙글리와 구별 분명한 차이가 있음을 알아야 한다: 불링거는 하나님으로부터 위임된 두 기관이 서로 혼합되거나 영역에 대한 침범 없이 각 자에게 주어진 역할과 책임 아래서 종교적이고 사회적인 중요한 일들을 서로 상호적으로 협력하여 해결하는데 초점을 두었다. 교회와 국가 사이에서 분명하게 구별되는 질서와 역할을 상호 존중하면서 하나님으로부터 위임 받은 각자의 일들을 서로의 후원과 도움 속에서 수행해 간 것이다. 교회의 봉사자들이나 정부의 관리들이 자신에게 위임된 일들을 임의적인 판단이나 뜻에 의하여 처리하는 것이 아니라, 하나님의 말씀과 믿음 아래서 그 일들의 극대화를 위해 상호 협력을 꾀하였다. 우리는 스위스 제2신조(Confessio Helvetica Posterior) 30항 행정관리(De Magistratu) 조항에 언급된 내용을 통해서 불링거가 왜 이러한 사상적 입장을 추구했는가에 대한 단편적 이해를 가질 수 있다: "만일 행정관리가 교회를 적대시하면, 그는 교회를 심히 괴롭힐 수 있을 뿐만 아니라, 또한 방해할 수도 있다. 그러나 행정관리가 교회와 가깝거나 교인일 경우에는, 그는 가장 유용하고 뛰어난 교회의 성도로서, 그는 교회에 매우 많은 유익을 제공할 수 있으며 또한 결정적으로 가장 뛰어나게 교회를 도울 수 있다." 물론 이 사고는 당시 모든 정치인들이 교회를 출석하는 교인들이었고, 정부가 개혁주의 교회를 국교로 표명한 시대적이고 지역적인 상황과 관련되어 있다는 것은 부인할 수 없다. 쯔빙글리와 불링거 사이의 이론적이고 실천적인 결과에 대해서 Emidio Campi은 다음과 같은 평가를 내리고 있다: "문제가 될 수 있는 혼합의 위험성으로부터 목사들과 세속정부의 협력사역들을 보호한 것은 불링거가 쯔빙글리 보다 이론과 실천 안에서 훨씬 성공적인 성과를 거두었다." 이러한 전제 속에서 불링거는 쯔빙글리의 종교개혁의 사역적 과제를 이어서 수행하고, 동시에 더욱 발전적으로 완성해 나가길 원했다. 그렇다면 여기에서 불링거에 의해 전개된 종교개혁의 지속성을 통한 취리히 시의 대표적인 교회적이고 사회적인 성과들을 몇 가지 살펴볼 필요가 있다:
교회규범(die Kirchenordnung)의 재정:
불링거는 새로운 취리히 교회 의장(Antistes)으로 선출된 다음 해인 1532년 10월 22일에 쯔빙글리의 친구이자 동역자였던 레오 윳(leo Jud)과 함께 작성한 「취리히의 설교자와 총회 규범(Zuericher Prediger-und Synodalordnung)」을 공포하였다. 이것은 독립적인 교회의 규범이기는 하지만, 엄밀히 말하면 몇몇 교회의 역할이 정부에 이양된 정부 참여적인 교회의 규범이다. 취리히 종교개혁의 특성과 관련하여 교회의 업무에 일정한 정부의 역할과 참여가 인정되었다. 하지만 이는 17세기 영국에서 장로회주의자들과 논쟁의 중심에 있었던 에라스투스주의자들이 말하는 정부가 교회를 다스리는 입장은 결코 아니다 : 사무엘 러더포드(Samuel Rederford)는 《교회 권세의 거룩한 빛(Divine Right of Church Govermemt 1645)》 안에서, 조지 길레스피(George Gillespie)는 《아론의 싹난 지팡이(Aaron’s Rod Blossoming 1646)》 안에서 당시 불링거의 입장이 에라스투스와 구별될 뿐만 아니라, 또한 에라스투스주의자들과 구별된다는 것을 분명히 하였다. 이 취리히 총회규범은 크게 세 가지 항목들로 구성되어 있다: 1. 설교자들의 선택, 파송 그리고 부양에 관하여, 2. 설교자들의 가르침과 삶에 관하여, 3. 총회의 구성과 모임, 목사의 직무와 사역 그리고 교회와 정부에 대한 목사의 의무에 관하여. 이 교회 규범을 통하여 불링거는 로마 카톨릭 교회의 신앙적 색채를 완전히 극복한 오직 종교개혁에 기반을 둔 취리히 교회의 정체성을 확고히 하였다. 이 규범의 성격은 쯔빙글리 죽음 이후 발생된 정치상황과 무관되게 이해될 수는 없다. 정부의 도움없이 종교개혁을 완성할 수 없었던 취리히 교회의 현실과 고민이 그 안에 녹아있음을 알아야 한다. 취리히 총회규범은 불링거의 사역기간뿐만 아니라, 이후 프랑스 혁명(1789) 이전의 구체제(Ancien regime)에까지 유지되었으며, 또한 그 결정의 몇 가지들은 지금까지도 효력을 가지고 있다.
공적인 교육에 대한 관심:
불링거는 특히 목회자들의 더욱 효율적이고 체계적인 교육을 위해서 취리히 학교들의 개혁을 단행하였다. 쯔빙글리 당시 목회자 교육 기관으로 설립된 예언회(Prophezei)은 1532년 말에 라틴어 학교 졸업 이후 오직 시험에 합격한 학생들이 갈 수 있는 더욱 전문화된 상급학교 과정으로 발전되었다. 이곳에서 학생들은 명망있는 신학자들과 기독교적 인문주의 인식을 가진 교사들 아래서 고전어(히브리어, 헬라어, 라틴어)와 함께 성경의 해석과 번역, 신학(교리), 철학, 과학 등을 배우면서, 이후 개혁주의 목사로 전문적인 지식과 소양을 갖출 수 있었다. 처음 카펠 전쟁의 패전으로 취리히 시가 막대한 전쟁 배상금을 지불하는 것과 관련하여 교회와 정부 사이에 교회재산의 사용에 관한 논쟁이 있었지만, 이후에 그로스뮌스터 교회의 자선기금과 다른 모든 교회재산들은 오직 학교와 가난한 사람들을 돌보는 일에 쓰여져야 한다는 취리히 정부의 결정 아래서, 특별히 교수들, 학교공간, 공부여건 등이 충원되고 개선되었을 뿐만 아니라, 또한 학생들이 경제적인 어려움 없이 학문에 집중할 수 있도록 장학금 역시 지급되었다. 동시에 재능이 있고 성실한 학생들은 취리히 정부와 교회의 후원 아래서 신학과 의학 관련 분야를 외국에서 공부할 수 있는 기회가 주어졌다. 종교개혁 이전과 달리 당시 전문적인 교육을 받은 목회자들은 바른 신앙의 전제 아래서 신학적으로나 윤리적으로 잘 준비된 이들이었다. 이들의 협력과 수고 속에서 취리히 종교개혁과 교회는 더욱 든든히 서갔다. 실제로 이미 있었거나 신생된 대학교들 옆에서16세기 중반부터 유럽의 개혁주의 도시들 안에서 발생한 취리히 예언회나 제네바 아카데미 같은 목회자 교육을 위한 전문학교들(Hohe Schulen)이 개신교 목사들을 길러내는데 중심적인 역할들을 했다는 것을 기억할 필요가 있다.
목회자들의 처우개선:
종교개혁 이후 취리히에서 수도원들이 폐지되고 로마 카톨릭 교회들이 개신교 교회들로 전환되면서 많은 사제들과 수도사들은 새롭게 개신교 목사의 신분을 갖게 되었을 뿐만 아니라, 또한 그들은 가정을 이루게 되었다. 이때 나타난 문제는 당연히 목회자 가정의 경제적 부양이었다. 당시 취리히 교회 재산은 불링거가 교회 의장으로 선출될 때 목회자들을 먹여 살리는데 충분하지 않았다. 더욱이 이러한 현실 때문에 당시 부모들은 자신의 자녀들이 목회자로 부름을 받은 것에 대해 현실적인 부담을 가지고 있었다. 우수한 학생들이 거의 8년간의 시간 속에서 엄격한 학문의 과정(Lateinschule와 Hohe Schule에서)을 밟고 어려운 시험을 통과하여 교회의 봉사자가 되었지만, 그 현실은 너무도 열악했기 때문이다. 당시 어려운 현실 속에서 목회자들의 덕목으로 경건, 성실 그리고 청빈이 강조되기는 하였지만, 실제적으로 많은 목회자들이 빈곤 가운데 살아야 했다. 많은 부모들은 자신의 자녀들이 열악한 환경 속에서 살아야 하는 목회자가 되는 것을 원치 않았던 것이다. 더욱이 목회자들의 안정되지 않는 생활은 교회나 성도들에게 유익이 되지 않았다는 것은 당연하였다. 이를 개선하기 위해서 불링거는 1536년에 취리히에서 활동하는 모든 목사들의 경제적 상태와 급료여건을 철저하게 조사하였다. 결과적으로 교회재산의 관리가 취리히 정부에 의해 운영되는 것과 관련하여 교회와 정부 사이에 여전히 논쟁의 여지는 남아있었지만, 그럼에도 불구하고 이를 통해서 목사들의 급료가 정부에 의해 보장됨으로써 목회자들의 부양 문제는 실제적으로 해결될 수 있었다. 또한 교회 재정난은 교회의 효율적인 운영을 위해서 교회봉사를 위한 추가적인 인원들을 충원하는데 큰 장애가 되었던 것이 사실이다. 이 부분 역시 정부의 재정약속과 함께 해소될 수 있었다.
가난한 사람들에 대한 부양:
사회 개혁적 성과들과 관련하여서 츠빙글리가 가졌던 가난한 사람에 대한 관심 위에서 더욱 발전적으로 실행되었던 불링거의 사회적 소외계층을 위한 구조개선과 사회윤리의 의식확대를 위한 노력에 대해서만 확인할 필요가 있다. 먼저 불링거 역시 이미 츠빙글리 사회개혁의 기조 아래서 교회와 수도원 자선기금을 오직 목회자들을 위한 학교의 개선과 함께 일반 어린학생들을 위한 독일어와 라틴어 학교들(Deutsche Schulen und Lateinschulen) 역시 개선-확대시키는데 사용했을 뿐만 아니라, 동시에 가난한 사람들과 환자들을 돌보는데 사용하였다. 취리히 학교들의 새로운 정비는 그 사회의 개혁주의 신앙정신에 부합된 윤리적 수준을 향상시키고, 이에 따라 시민들의 권위와 인권의식을 발전시키는 다양한 유효적인 결과들을 가져온 것이 사실이다. 이러한 시민적 의식의 신장 속에서 불링거는 가난한 이들에 대한 보살핌을 단순히 먹을 것과 필요한 것을 일시적으로 공급해 주는 차원을 넘어서 직접적인 제도개선으로 확장시킬 수 있었다. 취리히 지역 내에서 돈을 빌려주는 측에서는 막대한 이익을 취하지만, 돈을 빌리는 측에서는 아무리 열심히 일을 해도 굶주리게 만드는 고리대금업을 금지시켰다. 그 대신 오직 빌린 돈의 5%를 연이자의 개념으로 금전으로 혹은 자연생산물로 지불하는 것이 권고되었다. 노예신분으로 농노로 일을 하였던 농민들에 대해서는 합법적인 돈을 지불하고 신분적 자유를 누리도록 장려하였다. 이를 통해서 그들이 경제적으로 자립을 할 수 있도록 도울 수 있었다. 부유한 사람들에게 그들의 가난한 친척들의 돌보는 것을 의무화시켰을 뿐만 아니라, 또한 도로개설공사 같은 일자리 창출이나 수공업 관련 직업을 갖도록 지원함으로써 가난한 사람들에게 수익이 있도록 도왔다. 그 밖에 공공기금을 통해서 가난한 사람들에게 땔감, 옷 그리고 집세가 보조되었다. 불링거는 기회가 주어질 때마다 모든 시민들로 하여금 자선에 관심을 가지며, 또한 가난과 재난을 극복하는 일에 모두가 참여하도록 공동체적 의식을 고무시켰다.
미풍양속의 건전성을 위한 노력 :
불링거는 이미 1530년 사회풍속에 대한 규범이 결정된 이래로 정규적으로 열린 총회(die Synode)을 통해서 지속적으로 경제적이고 사회적인 문제들에 관심을 가졌다. 특별히 비성경적이고 비윤리적인 내용들에 대한 감시와 제도적 개선을 강화하였다. 교회는 정부의 협력 아래서 목회자들, 성도들 그리고 시민들의 사회윤리의 의식확대를 위해서 앞서 언급한 고리대금업뿐만 아니라, 또한 알코올중독, 도박, 오락(춤), 복장불량, 매춘 등을 금지시켰다. 한 가지 실례로, 당시 춤은 오락으로서 금지되었다. 춤은 결혼식 때를 제외하고 모든 시민들에게 금지되었는데, 만약 이를 어길 경우 10실링(Schilling)의 벌금이 부과되었다. 동시에 춤을 출 때 연주를 해준 이들에게는 은화 1마르크(Mark)가 부과되거나 감옥 생활을 해야 하는 형벌이 주어졌다. 그 당시 이러한 시민 사회의 건전한 생활풍속의 유지를 위해서 먼저는 사회의 지도층이었던 목회자들과 공무원들이 모범을 보였으며, 실제로 그들에 대한 감시가 더욱 엄격하게 행해졌다. 이러한 전제 아래서 당시 개혁된 교회는 당연히 사회윤리 의식의 인식과 그 사회의 건전한 생활풍속 유지를 위한 파수꾼적인 역할을 감당하였다.
츠빙글리는 상황적으로 로마 카톨릭 교회의 문제들을 반박하는 신학적 내용과 안정적 종교개혁의 성과를 위해서 정치적인 면에 집중할 수 밖에 없었지만, 반면에 불링거는 이러한 것들 이외에 특별히 종교개혁의 일반화와 안정적인 정착을 위해 취리히 시민들의 신앙적이고 사회적인 면에 많은 관심을 쏟은 것이 사실이다. 불링거는1528년 4월 카펠에서 처음 목사 선서를 한 이후 47년 동안 목회사역에 임하였다. 이 중에 43년 동안 취리히 교회 의장으로 활동하였다. 이 사역의 기간 동안 카펠에서 교사 시절에 작성한 글들을 포함하여 거의 150여권이 넘는 저술들을 출간하였고, 아직까지 남아있는 원고를 통해서 볼때 약 7.000여번의 설교를 수행하였다. 또한 불링거는 전 유럽에 있는 신학자들, 목회자들, 군주 혹은 귀족들, 평신도들 등과 12.000 통의 서신들을 교환하였다. 이 서신교환이 의미하는 것은 당시 불링거의 위치와 영향력이 어떠했는가를 증언해 주는 중요한 역사적 단서이다. 불링거의 이러한 방대한 사역적 활동들은 교회와 성도 그리고 전체 사회의 유익을 위한 것이었으며, 무엇보다도 여러 지역들에서 고통 받고 있는 많은 사람들을 위한 헌신과 관련되어 있다는 점이다. 서신교환과 함께 신학적인 책들을 서술할 때 역시 불링거는 자신이 교회와 성도들의 유익을 위해 하나님으로부터 소명 받은 목회자임을 한번도 망각하지 않았다. 그의 모든 저술들은 하나님이 세우신 교회에서 사역하는 목자가 성도들과 사회의 신앙적인 유익을 위해서 어떤 삶의 자세를 가져야 하는가를 분명하게 보여주고 있다. 취리히 교회의 의장으로서 직무는 44년 동안 불링거가 죽은 1575년 9월 17일까지 유지되었다. 그의 역사적 등장과 함께 취리히는 제네바와 함께 개혁주의 교회를 위한 신학적, 교회적 그리고 교회정치적인 중심지로서 그 역할을 성실히 감당하였다.
4) 생애의 끝
불링거는 1564년과 1565년에 만연한 페스트로 인하여 아내, 세 딸들과 손녀가 자신의 눈 앞에서 죽어가는 것을 지켜봐야 했다. 불링거 보다 오래 생존한 자녀들은 겨우 4명이었다. 1575년 9월 17일 일년 내내 방광염과 신장염으로 인하여 완전히 여위고 힘을 잃은 상태에서 죽음을 맞이했을 때, 불링거는 취리히 정부와 국민들에게 한 교회를 이루며, 종교개혁의 유산을 지속해서 이행할 것을 호소하면서 숨을 거두었다. 불링거의 죽음 이후로, 그를 필적할 만한 후계자는 다시 나타나지 않았으며, 그에 따라 취리히는 유럽의 개혁교회 안에서 주도권을 잃었다.
2. 불링거의 저술들
불링거의 저서들과 관련하여 기억되어야 할 중요한 내용의 한 가지는 신구약 성경의 주석서들이다. 그는 거의 모든 성경의 각 권들을 주해하였다. 이와 함께 불링거는 다양한 신학적인 주제들에도 관심을 가졌는데, 그의 대표적인 저서들은 다음과 같다:
설교집들:
50편의 설교 모음집(Dekaden 1549-51), 100편의 요한계시록 설교집(In Apocalypsim concione centum 1557), 170편의 예례미야서 설교집(In Jeremiae prophetae conciones 1561), 66편의 다니엘서 설교집(Conciones in Danielem 1565), 190편의 이사야서 설교집(Conciones in Esaiam 1567).
목회사역적인 글들:
병자들의 보고(Die Bericht der Kranken 1535), 기독교 결혼생활 (Der christliche Ehestand 1540).
신학적인 논문집들:
선지자 직무에 관하여(De prophetae officio 1532), 하나님의 언약에 관하여(De testamento 1533), 거룩한 성경의 권위에 관하여(De scripturae sanctae authoritate 1538), 오래된 믿음에 관하여(Der alte Glauben 1539).
조직신학적이고 신앙고백적인 글들:
기독교 신앙 요해(Summa christlicher Religion 1556), 성인을 위한 신앙교육서(Catechesis pro adultioribus 1559), 박해받은 이들이 답변해야 하는 보고서(Die Bericht, wie die Verfolgten antwortenn sollen 1559), 헝가리 교회와 목사들에게 보내는 편지(Brevis ac pia Institutio Christinanae Religionis ad dispersos in Hungarina Ecclesiarum Christi Ministros 1559), 취리히 일치(Consensus Tigurinus 1549), 스위스 제2신조(Confessio Helvetica Posterior 1566).
역사서들:
재세례파의 기원(Der Wiedertäufer Ursprung 1560), 종교개혁사(Reromationsgeschichte, hg. von J. J. Hottinger 1838), 공의회들에 관하여(De Consiliis 1561), 교회의 핍박에 관하여(Von der schweren Verfolgung der christlichen Kirchen 1573).
특별히, 유럽 전역에서 가장 많이 소개된 불링거의 설교 모음집인 《Dekaden》과 신앙고백서들인 《스위스 제2신조》와 《취리히 성만찬 일치》를 간략하게 소개한다:
- 50편의 설교 모음집인 《Dekaden》: 조직적인 신학적 주제들로 구성된 그의 50편의 설교 모음집인 《Dekaden》은 그 당시 모든 개혁주의 목회자들에게 있어서 설교의 모범되는 필독서로, 일곱 번의 라틴어 판, 네 번의 독일어 판, 열 번의 화란어 판, 세 번의 불어 판 그리고 네 번의 영문 판으로 출판되었다. 그 당시 영국 사람들의 평가에 의하면 16세기에 불링거의 이 설교집 보다 영국의 성직자들을 잘 무장시켰던 책은 없었다고 알려지고 있다: „그는 칼빈의 난해함의 자리 곁에 탁월한 명료함을, 무스쿨루스(Musculus)의 사변적인 섬세함의 자리 곁에 대중적인 평이함을 두었다.“

- 취리히 성만찬 일치(Consensus Tigurinus): 1529년에 열린 말부르그 종교회의(Marburger Religionsgespräche)에서 루터와 츠빙글리가 성만찬 이해에 대한 일치를 보지 못함으로 인하여, 결과적으로 종교개혁의 신학적 입장에 근거하여 새로워진 개신교는 한 교회로서 존립할 수 있는 기회를 잃어버렸다. 중북부 독일을 중심으로 한 루터주의 교회와 남부 독일과 스위스를 중심으로 한 개혁주의 교회로 양분되었다. 물론 성만찬 이해는 개혁주의 교회 안에서 츠빙글리가 대표성을 가지고 있었음에도 불구하고 당시 종교개혁자들 사이에 미묘한 차이들이 있었다는 것을 인정해야 한다. 츠빙글리, 외콜람파디우스, 부처, 불링거, 무스쿨루스, 파렐 그리고 칼뱅의 이해들은 신학적이고 정치적인 배경 속에서 변화된 사고의 집약과 함께 비로소 1549년에 새롭게 정리될 수 있었다. 즉 성만찬 논쟁과 관련하여 불링거와 칼빈 사이에 합의된 이 성만찬 교리의 일치고백서인 《Consensus Tigurinus》를 통해서 개혁주의 교회의 완전한 신앙고백적인 일치를 가져왔다. 불링거가 자신의 고유한 입장과 함께 츠빙글리의 기념설을 완전히 포기한 것은 아니었지만, 그럼에도 칼뱅이 주장한 “신비스러운 연합” 안에 있는 거룩한 성령의 현존과 효과를 인정함으로써 개혁교회 성만찬 교리에 대한 일치를 이뤄낼 수 있었다. 이 일을 위해서 불링거와 칼뱅은 1547년과 1549년 사이에 왕성한 서신 교환을 통해서 성만찬에 대한 서로의 입장 차이를 좁혀갔을 뿐만 아니라, 또한 칼빈이 취리히를 세 번이나 방문함으로써 결실을 볼 수 있었다. 칼뱅의 마지막 방문은 1549년 여름에 취리히 일치의 최종 가결의 서명을 위한 것이었다. 《Consensus Tigurinus》는 처음 1551년 출판되었고, 그 이후 곧바로 유럽의 전 개혁교회 도시들에게 전파되었다.

- 스위스 제2신조(Confessio Helvetica Posterior): 불링거의 저술로 유일하게 한국에 소개된 신앙고백서인 《Confessio Helvetica Posterior》은 사실 이미 알려진 대로1561년 당시 만연한 페스트에 걸려 죽음의 위협 속에서 최종적으로 작성된 유언장과 다름이 없었다. 이 개인적 유언장이 공적인 신앙고백서로 출판될 수 있었던 것은 다급했던 역사적인 배경을 가지고 있다: 1566년 1월 14일 아우그스부르그(Augsburg)에서 제국회의가 개최되어야 했을 때, 지역 참석자 명단 위에는 루터주의를 따르던 다른 지역의 선제후들과 달리 개혁주의를 추구했던 팔츠(Pfalz)의 제후 프리드리히 3세(Friedrich III)를 깊게 불안케 하는 두 가지 질문이 놓여 있었다. 하나는 „어떻게 기독교 종교를 정확하게 이해하고 있는가?“였고, 다른 하나는 „어떻게 만연된 미혹적인 교파들을 예방할 수 있는가?“였다. 이 두 번째 질문은1555년 아우구스부르그 종교의 자유(Augsburger Religionsfrieden) 안에서 인정되지 않았던 개혁주의 교회와 관련된 것이었는데, 개혁주의자들은 분파주의자들로서 루터주의자들의 반대자들로 간주되었을 뿐만 아니라, 또한 그것과 함께 박해의 위협이 항상 그들 곁에 놓여 있었다. 이러한 위급한 상황 안에서 선제후 프리드리히 3세는 스위스에 있는 신앙적 입장이 동일한 교회에 도움을 청하면서 자신의 입장에 대한 신학적인 논거를 요청하였다. 이의 반응으로 불링거는 이 회의의 질문들에 대해 성실하게 답변할 수 있는 개혁주의 믿음의 해설서를 첨부하였다. 프리드리 3세는 이를 통해서 자신의 위기를 극복할 수 있었다. 프리드리 3세는 이 믿음의 해설서를 특별하게 느꼈고, 불링거에게 개혁주의 신앙고백서로 출판될 수 있도록 권고하였다. 선제후의 조언을 경청한 취리히, 베른 그리고 제네바는 상세하게 검토하였고, 결국 이것은1566년 3월 12일에 취리히에서 개혁주의 신앙고백서로 출판되었다. 유일하게 이미 지난 시간 속에서 수용된 신앙고백서를 고집한 바젤을 제외한, 위의 세 도시들과 함께 다른 모든 스위스 연방 안에 있는 다른 개혁주의 도시들인 샤펜하우젠, 뮬하우젠, 쿠어 그리고 샹 갈렌은 짧은 시간 안에서 이 스위스 제2신조를 개혁주의 교회의 공적인 신앙고백문서로 승인하였다. 또한 곧바로 이 신앙고백서는 스코트란드, 독일, 화란, 오스트리아, 폴란드 그리고 헝가리의 개혁교회들로부터 수용되었다. 헝가리 개혁주의 교회는 1567년에 스위스 제2신조를 표준신앙고백서로 받아들인 이후 지금까지 존중하고 있다.

3. 불링거의 서신교환
불링거의 문헌유산 중에서 결코 빼놓을 수 없는 것은 취리히 주립 문서보관서(das Staatsarchiv)와 중앙도서관에 보관되어 있고, 부분적으로 전 유럽 곳곳에 산재에 있는 서신들이다. 지금까지 12.000통이 존속되어 있다. 이 서신들은 불링거에 대해 많은 것을 말해 줄 뿐만 아니라, 동시에 종교개혁사를 16세기를 살았던 다양한 인물들의 생생한 증언으로 이해하게 하는데 중요한 가치를 제공한다. 불링거가 16세기 종교개혁사에서 차지하고 있었던 영향력은 다양한 언어로 출판된 그의 저술들 옆에서 전유럽과 연결된 이 서신들을 통해서 이해될 수 있다. 불링거는 서신교환을 정서적인 경계없이 사람과 사람을 성공적으로 이어주는 수단으로 인식하였다. 취리히 의장이 된 이래로 서신을 받고 쓰는 일은 불링거의 일상 가운데서 한 중요한 업무였다. 서신 교환을 통해서 불링거는 한편으로는 개신교 내의 각 지역들의 정치적, 교회적, 사회적 그리고 경제적인 상황들과 그 지역에 있는 교회들의 형편들을 잘 이해할 수 있었으며, 다른 한편으로는 개혁주의 신학적 토대 위에서 비록 멀리 떨어져 있었지만 동일한 신학적 입장에 따른 각 교회들 상호간의 공동체적이고 협력적인 의식을 강조하였다. 무엇보다도 다양한 동기들 속에서 수행되고 성실하게 모아진 서신들은 불링거를 당시 시대의 중요한 정보를 제공하는 한 사람으로 만들었다. 불링거 스스로 보관하고 있었던 것과 함께 17-18세기에 요한 야콥 브라이팅어(Johan Jakob Breitinger, 1575-1645), 요한 하인리히 호팅어(Johan Heinrich Hottinger, 1620-1667) 그리고 요한 야콥 심러(Johan Jakob Simler, 1716-1788)에 의해서 모든 서신들이 수집되었다. 만약 이들의 수고가 없었다면 종교개혁사의 한 보물인 불링거의 서신들은 빛을 보지 못했을 것이다. 이 서신들 중에 10.000 통의 편지는 불링거에게 보내진 것이고, 나머지 2.000통은 그로부터 쓰여진 것이다. 이는 당시 루터(4.200통), 쯔빙글리(1.200통) 그리고 칼뱅(4.200통)의 서신들을 모두 합한 것 보다 많을 뿐만 아니라, 또한 10.000 통의 서신교환을 수행한 필립 멜란흐톤(Philip Melanchthon)과 비교할 때도 월등히 많은 량이다. 불링거의 서신교환은 집중적으로 스위스, 독일의 중남부와 라인강 상류의 개혁주의 도시들과 연결되어 있었지만, 동시에 독일, 영국 그리고 폴란드를 중심으로 한 거의 모든 유럽의 도시들과 교류되었다는 것을 잊지 않아야 한다. 불링거의 서신교환은 스위스가 포함된 17개 국가들에 속한 438개 도시들과 1174명의 인물들과 이루어졌다. 특별히 당시 종교개혁의 중심적인 개혁주의 도시들이었던 제네바(Genève), 바젤(Basel), 베른(Bern), 쿠어(Chur), 장크트 갈렌(St. Gallen), 콘스탄츠(Konstanz), 아우구스부르그(Augsburg), 하이델베르그(Heidelberg)와 스트라스부르그(Strassburg)에서는 불링거와 다양한 인사들 사이에 300통이 넘는 서신교환이 이루어졌다. 불링거의 서신왕래자들의 중에는 다양한 지위와 환경에 속해 있는 평범한 사람들 이외에 널리 알려진 많은 명사들의 이름들 역시 발견된다. 당시의 유럽 여러 지역들의 힘있는 군주들의 이름들 옆에서 당대 널리 알려진 종교개혁자들, 개혁주의 교회의 지도자들과 신학자들을 확인할 수 있다. 물론 이들 옆에서 당시 루터주의 교회 안에서 이름이 알려진 많은 신학자들과도 한편으로는 호의적으로, 다른 한편으로는 논쟁적으로 서신왕래가 이루어졌음을 기억할 필요가 있다. 신학 뿐만 아니라, 또한 교회정치와 깊게 관련된 전유럽과 연결되어 있는 불링거의 거대한 서신교환망은 종교개혁사적으로 개혁주의 교회의 개념에 대한 한 변화된 인식을 갖게 하는 것이 사실이다: 불링거가 연구되지 않는 시대 속에서 – 동시대의 다른 종교개혁자들 역시도 포함하여 – 『칼뱅주의』의 개념은 개혁주의 개신교(der reformierte Protestantismus)를 위한 명칭과 동일시되어 왔다. 하지만 현금 종교개혁사 연구 속에서 드러나고 있는 새로운 결과들은 스위스, 프랑스, 독일, 영국, 화란, 이탈리아, 헝가리 그리고 폴란드에 있는 개혁주의 교회들이 일방적으로 제네바에 의해서만 인도된 것이 아니라, 오히려 항상 제네바와 취리히에 의해서 인도되었다는 것을 알려주고 있다. 칼뱅과 베즈 옆에서 불링거 역시 그 사역의 중심에 있었음이 확인된다. 비록 불링거 사후 그 영향력을 잃었음에도 불구하고, 그가 생존한 시대에 취리히는 제네바와 함께 개혁주의 교회를 위한 신학적이고 교회정치적인 구심점이었다는 사실이다.
4. 불링거의 신학적 특징
불링거의 신학적 사고의 원칙은 자신의 사역 초기에서부터 추구한 성경을 읽고 해석할 때 새로운 인식과 완전한 지식에 대한 인간의 호기심이 거절되어야 한다는 전제 아래 서있다. 이 원칙은 평생 동안 유지되었을 뿐만 아니라, 또한 그것은 특별히 그의 목회적인 시각과 함께 그만의 신학적인 특징을 만들어냈다. 이러한 전제 아래서 불링거 역시 논쟁적인 글들을 쓰기는 했지만, 그의 주요 조직신학적인 글들을 통해서 확인할 때 가능한 신학적인 갈등과 논쟁을 최소화하려고 노력하였다. 그리고 그는 교회의 목사로서 교회와 성도들의 유익을 고려한 신학적인 자세를 취하였다. 이에 대한 불링거의 분명한 마음을 한 실례로 확인할 수 있다: 불링거는 1556년에 당시 라틴어, 프랑스어, 화란어 그리고 영어로 번역된 독일어 기독교 신앙 요해(Summa Christlichen Religion)라는 책을 서술하였다. 이 책은 긴 시간 동안 서른 한번이나 재출판된 당시의 거의 전 유럽에서 읽혀진 개혁주의 종교개혁의 신학적 입장들을 매우 쉽게 정리한 대중적인 신앙서적이었다. 이 책의 서론에서 불링거는 16세기 중반 개신교 내의 교회 분열과 신학적 분쟁들(아우그스부르그 종교평화 회의, 성만찬 논쟁, 교황주의자들의 박해로 인한 난민문제, 예정론 논쟁 등)로 인한 당시의 분위기와 성도들의 불평을 기록하고 있다. 여기에서 불링거가 적적하고 있는 핵심은 그 당시 이러한 분열과 논쟁들로 인하여 발생된 가장 큰 문제점인 신앙지식(신학)이 오직 배운자들을 위한 전유물이 되었으며, 그 때문에 배움이 없는 평범한 사람들은 그것으로부터 소외되었을 뿐만 아니라, 동시에 그들에게 신앙적인 혼란을 야기시키고 있다는 것이었다. 불링거는 이러한 시대적인 분위기를 직시하고 평범한 성도들의 신앙적 유익을 위해서 신학적인 내용을 배운자들의 전유물이 아닌 대중적인 이해로 서술하기를 원했다. 오직 학문적으로 훈련된 이들이 아니면 결코 이해할 수 없는 신학적인 논쟁 속에서 갈등하는 성도들에게 절대적인 관심을 가진 것이다. 어려운 신학적인 내용을 그 시대의 평범한 사람들의 눈높이에 맞게 해설하기 위해 노력하였다. 하나님의 성도는 신학 밖에 서있지 않아야 하고, 그래서 그 신학은 하나님의 성도들에게 봉사해야 한다는 것이다. 위의 특징들과 관련하여 불링거 신학 안에서는 하나님의 은혜(Gratia Dei)에 대한 근본적인 인식 옆에서 그 은혜의 목적으로서 하나님의 백성이 강조되었다. 이때문에 불링거의 신학은 지식적이거나 사변적인지 않고, 오히려 성경적이고 해설적인 특징을 가지고 있다. 그의 목회사역적인 인식 안에서 그의 신학적인 관심이 표출된 결과이다. 끝으로 내용적으로 불링거는 자신의 저술들 속에서 경건하고, 간결하며 또 선명한 믿음과 윤리적 정당함의 사도적이며 정통적인 신학적 원리를 제시하고 있다. 신학적인 전문 지식을 가지지 못한 성도들을 위해 불링거는, 초기 사역에서 대부분 서술된 몇몇 글들을 제외하고, 성경을 지식적이고 사변적으로 이해하는 일체의 시도를 스스로 자제하였다. 이와 함께 불링거는 평생을 성도들과 동시대의 현실적인 문제들에 관심을 가지고 아픔과 고통을 함께 나누는 목회자이자 위로자로 인식되었다.
5. 개혁주의 교회의 한 아버지
칼뱅의 신학과 몇 가지 차이점에도 불구하고 불링거의 신학은 직접적으로 스위스 제2신조를 통해서 이해될 수 있는 개혁주의 교회의 초기정통주의의 길을 예비하였다. 불링거와 칼뱅 신학의 차이는 그들의 신학적인 원리의 차이가 아니라 오히려 그들의 신학적-교리적 의도의 차이에 있다 : 두 신학자들 사이에서 이미 각자가 강조하고 있는 신학적인 내용들이 선명하게 확인됨에도 불구하고, 특징적으로 불링거가 구속사와 언약신학에 주된 관심을 보였다면, 칼뱅은 신학의 논리성과 하나님의 주권에 더 큰 관심을 가졌다고 할 수 있다. 이러한 두 종교개혁자들의 신학적 입장과 관련하여 결과적으로 우리가 주목해야 할 한 가지 중요한 점은 교회-교리사적으로 Fritz Buesser의 언급과 연결된다: "16세기에 칼뱅주의자들은 이단으로 명칭되었다. 따라서 츠빙글리, 외콜람파디우스, 부처, 페어미글리, 베즈 그리고 다른 (개혁주의) 신학자들과 함께 칼뱅과 불링거는 자신들을 스스로 거룩한 사도적이고 또 보편적인 교회의 종교개혁자들로, 개혁주의 교회의 신자들로 간주하였다." 개혁 교회 안에서 칼뱅은 루터 교회 안에서의 루터와 동일한 역할을 하지 않았다. 1580년 6월 25일에 출판된 루터 교회 신앙고백들의 모음집인《Konkordienbuch》이 루터 사상의 핵심을 포함하고 있다면, 반대로 개혁 교회의 신앙고백서들 안에서는 칼뱅이라는 신학자에게 한 특별한 권위를 부여하지 않고 있다. 개혁교회의 신앙고백들은 그 기원에서부터 교회의 정통적인 신학적 입장을 존종하면서 개혁주의 신학자들 상호간의 교류 속에서 협의되고 절충되어 몇몇 인물들이나 공적인 회집을 통해서 정리된 것이다. 특별히 이의 입장은 개혁주의 신앙내용이 종교개혁 당시에 다양한 인물들에 의해서 표명되고 또 그들 상호적인 신학적 교류들과 영향들 속에서 뿌리잡고 발전되었다는 것을 분명히 한다. 위와 관련하여 17세기 웨스터민스터 신앙고백과 요리문답들의 내용 역시 그 안에 진술된 요소들이 한 인물 칼뱅과만 연결된다는 것이 불가능한 것임을 말해주고 있다. 개혁신학 안에서 칼뱅신학의 탁월함에도 불구하고 16세기 종교개혁 당시에 개혁교회와 신학을 위해 헌신하고 기여했던 다른 개혁파 종교개혁자들 역시도 같은 신앙고백을 추구하는 교회를 만들기 위해 수고하고 헌신했음을 잊지 않아야 한다. 개혁교회 안에 그 교회를 이루기 위해 온 정열을 쏟았던 많은 개혁주의 신학자들이 있었던 것이다. 불링거 역시도 이들 중의 한 사람이다.

## 신학

### 칭의교리
| “ | 칭의는 모든 선행의 공급원이다. | ” |

### 헬베틱 신앙고백
불링거는 제 1 헬베틱 신앙고백서의 초안을 작성하였으며 제 2 헬베틱 신앙고백서의 초안에도 참여하였다.  

### 연옥 (기독교)에 대하여
불링거는 쯔빙글리를 따라 임시적인 심판의 장소인 연옥을 부정하였다. 그는 사후 이후에 즉각적인 심판이 있을 것이라고 주장하였다.  지옥에 대하여는 거의 언급이 없었다.  

## 저서
Bullingers theologische Werke umfassen 124 Titel, darunter
- Dekaden, auch als Hausbuch bezeichnet. – Bullingers theologisches Hauptwerk. Es handelt sich um eine Zusammenstellung von fünfzig lateinischen Lehrpredigten (fünf Bücher zu je zehn Predigten, daher «Dekaden»), die zwischen 1549 und 1552 in Zürich erschienen sind. Sie behandeln alle wichtigen Punkte des reformierten Glaubens. Die Dekaden wurden auf deutsch, englisch, französisch und holländisch übersetzt und hatten einen grossen Einfluss auf Calvin, auf den Heidelberger Katechismus und insbesondere auch die englische und später amerikanische reformierte Frömmigkeit. Die Dekaden waren Pflichtlektüre der anglikanischen Pfarrer und Massstab für die reformierte Predigt.[2]

- Briefe – Bullingers Briefwechsel ist der umfangreichste, der aus dem 16. Jahrhundert bekannt ist. Es existieren über 12'000 Briefe von und an Bullinger, darunter z. B. allein 300 Briefe an Calvin. Bullinger korrespondierte mit Reformierten, Lutheranern, Anglikanern und Täufern und stand im Briefwechsel mit Lady Jane Grey, Heinrich II. und Franz II. von Frankreich, Heinrich VIII., Eduard VI. und Elisabeth I. von England, Christian III. von Dänemark, Philipp von Hessen und dem Pfalzgrafen Friedrich III. Bullinger war der persönliche Freund und Ratgeber vieler führender Persönlichkeiten der Reformation.

- Zweites Helvetisches Bekenntnis – von Bullinger als persönliches Glaubensbekenntnis verfasst und auf Bitte von Friedrich III. 1566 veröffentlicht.

- Der Wiedertäufern Ursprung, Fürgang, Sekten. (1560) – Bullingers polemische Sicht auf den Ursprung der Täufer (Abstreitung, dass diese aus der Zürcher Reformation heraus entstanden sind), diese Sicht wirkte bis weit ins 20. Jahrhundert, gilt jetzt aber als widerlegt.

- Geschichtswerke: eine Reformationsgeschichte (1564) (eine der wichtigsten historischen Quellen für die Reformation), eine Geschichte der Eidgenossen (1568) und eine Zürcher Geschichte (1574)

- Lateinische Bibelkommentare über alle Bücher des Neuen Testaments.

- Zahlreiche Predigten, darunter 66 über Daniel, 170 über Jeremia und 190 über Jesaja

- Studiorum ratio. – eine Studienanleitung für Studenten

- Eine Schrift über die Verfolgung der Christen von der Antike bis ins 16. Jahrhundert.

- Summa Christenlicher Religion. Froschower, Zürich 1558, (neu: Limache, ISBN 3-9520867-0-3).

- Apokalypse. Eine Sammlung von 100 Predigten über die Offenbarung des Johannes von 1554 bis 1556 lösten in England einen gewaltigen Boom von Endzeit-Predigten und -Kommentaren aus.[3]

### Drama
- Ein schoen Spil von der Geschicht der edlen Römerin Lucretiae, Drama in 2 Akten, UA: Basel 1533.
- Andere Titel:
  - Ein schoen Spil von der Geschicht der edlen Römerin Lucretiae unnd wie der Tyrannisch küng Tarquinius Superbus von Rhom vertriben und sunderlich von der standthafftigkeit Junij Bruti des Ersten Consuls zu Rhom
  - Spiel von der schönen Lucretia
  - Ein schoenes Spiel von der Geschichte der edlen Römerin Lucretiae
  - Spiel von Lucretia und Brutus

### 번역된 저서와 관련 저서
- 하인리히 불링거 ( 파트릭 뮐러, 합신대학출판부, 2015)
- 하인리히 불링거의 교회론 [50편 설교집의 41-45편 설교] ( 박상봉, 강승완 역, 합신대학원출판부, 2019)

## 영어작품
- Second decade, eighth sermon, The Magistrate
- Second decade, ninth sermon, "Of War; Whether it be Lawful for a Magistrate to Make War. What the Scripture Teacheth Touching War. Whether a Christian Man May Bear the Office of a Magistrate. And of the Duty of Subjects." (Emphasis added.)
- Fourth decade, fourth sermon, Predestination
- An Answer Given To A Certain Scotsman, In Reply To Some Questions Concerning The Kingdom Of Scotland And England
- Microfiche collection of his original works
- Werke - Institut für schweizerische Reformationsgeschichte, Universität Zürich

## 참고 문헌
Calhoun, David. “The Clarity and Certainty of the Word of God: The Life and Theology of Ulrich Zwingli.” Transcript. Reformation and Modern Church History. Covenant Theological Seminary, 2006. Web. 09 Oct 2015.
Ives, Eric. The Reformation Experience: Living through the Turbulent 16th Century. Oxford: Lion Hudson, 2012. p. 103. Available via Google Books.
“Heinrich Bullinger | Biography – Swiss Religious Reformer.” Encyclopedia Britannica. Web. 10 Oct. 2015.
“Helvetic Confession | Protestant Religion.” Encyclopedia Britannica. Web. 09 Oct. 2015.
Lawson, Steven. “Covenant Theologian: Heinrich Bullinger.” 24 Oct 2014. Ligonier Blog. Web. 09 Oct 2015.
Pine, Leonard. “Heinrich Bullinger: ‘The Common Shepherd of All Christian Churches.” WRS Journal 3:2 (August 1996) 30-35. Web. 09 Oct 2015.
Schaff, Philip. “Heinrich Bullinger.” History of the Christian Church, Volume VIII: Modern Christianity, the Swiss Reformation. Christian Classics Ethereal Library. Web. 09 Oct. 2015.